# Saladars del Guadalentí
Els Saladars del Guadalentí és un Espai Natural Protegit de Múrcia. Es troba en el centre de la regió, prop del riu Guadalentí, a l'altura dels termes municipals de Alhama de Murcia i Totana.
És una extensa plana al·luvial de caràcter salí. La seua humitat, de tipus continental, difereix de la imatge típica que es té d'una zona humida, pel que se'ls ha classificat com criptohumedals. També posseeix una zona esteparia amb estepes salines el que fa de la zona un hàbitat ideal per a aus de tipus estepari, com l'arpellot cendrós.
Malgrat que resulte paradoxal que troba un subsòl humit i alhora la superfície siga estepàrica, existeix una dependència entre ambdós subsistemes a través de processos d'evapotranspiració.